# Kuusiku (Pihtla)
Kuusiku – wieś w Estonii, w prowincji Sarema, w gminie Pihtla.